# 磁軌砲

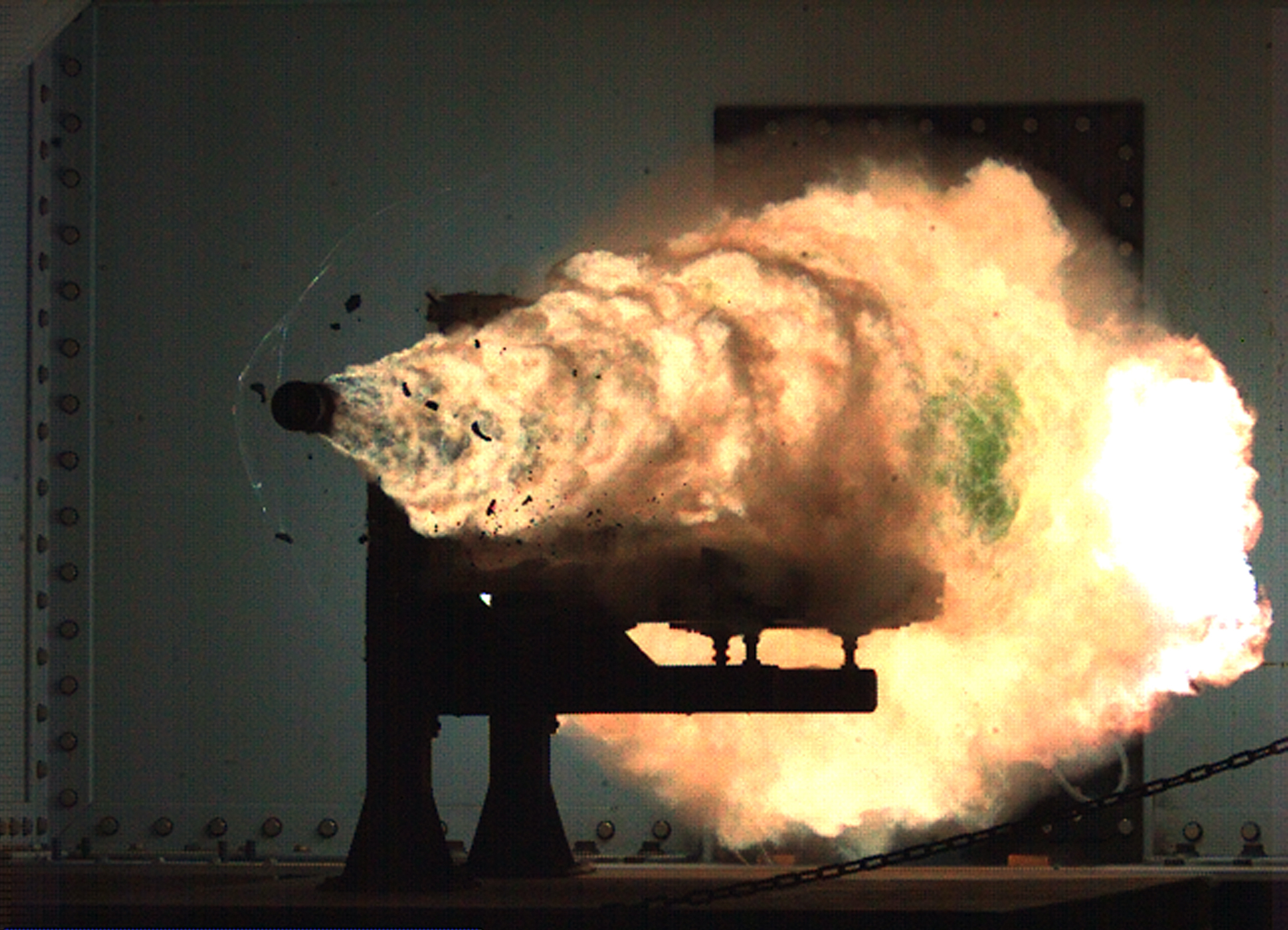
美國海軍特種作戰中心 在2008年1月試射

磁軌炮（英語：railgun），也称轨道炮，是一種與單極馬達原理相似的電磁炮發射裝置。磁軌炮以電流產生的勞侖茲力加速載物，令其沿平行的導軌移動，並進入下一個軌道繼續加速。
磁軌炮的動力來源與其他武器不同，不使用炸藥與推進劑，而是使用電磁力取得巨大動能來發射砲彈，傳統軍事用槍械的槍口初速無法超越每秒1000公尺，而磁軌炮能達到每秒1700至3000公尺。另外磁軌炮能避免傳統炸藥與彈頭存儲的風險，以及相對低廉的成本亦是磁軌炮的優勢。
除了軍事應用，美國國家航空暨太空總署也建議運用磁軌炮將載荷送入外太空的地球同步軌道；然而在過程中將產生強大的G力，限制了載荷的使用。這種交通工具被稱為質量投射器。

## 基本介紹

磁軌砲的運作概要圖。

電磁炮與傳統馬達的不同之處在於其結構不需場磁鐵（永久磁鐵），它的基本結構由單環電流組成，因此需要極大電流（超過百萬安培）來產生足夠的槍口初速。其中一種常見的變種是利用驅動電流通過平行導線，增加电枢產生的磁場（直流串繞馬達的設置），稱為增強磁軌炮，這種設置減少了電流的需求量。
電樞可以是子彈組成的一部份，也能被用以加速絕緣、不導電的子彈。通常固態金屬導體是磁軌炮電樞較好的材料來源，但也可以使用等離子電樞與混合電樞。與傳統槍受火藥爆炸的瞬間氣壓推進的原理相同，等離子電樞以類似的方式推動非導體的固態載荷。等離子電樞以等離子體將金屬電樞與槍軌連結，在速度超過閾值後，固體電樞亦能轉型為混合電樞。
對於軍事應用來說，磁軌炮的優勢在於它能達到遠超過傳統武器的槍口初速。槍口初速的提升可以有效改善射程，並且提高終端速度，令其剩餘的動能產生榴彈的爆破效應。典型磁軌炮的槍口初速通常能達到每秒2000-3500公尺。對於單迴路磁軌炮而言，它需要在幾微秒間經過五百萬安培，產生的磁場強度約為10特斯拉，現代磁軌炮的設計通常為「空芯」（不使用磁性材料），以提高磁通量。
磁軌炮的速度處於輕氣炮的範圍，然而後者被認為更適合應用於實驗室，而磁軌炮在軍事應用上具有十足潛力。理論上，如果能開發重量輕、穩定的電源技術，應用於磁軌炮，系統總體積與質量將會遠小於常規推進劑的彈藥量，克服傳統彈藥的不穩定性（大大減少敵軍炮火的威脅）。

## 應用
- 美國海軍阿利·伯克級驅逐艦的後繼實驗艦朱姆沃爾特級驅逐艦（USS Zumwalt DDG-1000）設計好一套整體電力系統 (IPS)，能夠有效輸送電力往馬達或是武器，以利日後裝配磁軌砲，但礙於成本問題，目前只裝配先進火炮（AGS）代替。
- 2018年2月1日，幾張安裝新型號艦砲的072III型大型登陆舰海洋山号在網上廣傳，輿論认为是中國解放軍試驗中的磁軌砲，但也有說法指其設計更接近線圈炮。
- 2023年10月17日，日本防衛裝備廳稱日本海上自衛隊已成功在海上試射中口徑電磁砲，其採用40毫米砲管，砲身長達6公尺、重約8噸，充電能量達5百萬焦耳（MJ），發射40毫米的鋼彈後，能使彈藥初速達到約6.7馬赫的超音速，砲管壽命能發射超過120發。[10]